# 214 Puppis
214 Puppis (b Puppis) é uma estrela na direção da Puppis. Possui uma ascensão reta de 07h 52m 38.65s e uma declinação de −38° 51′ 46.2″. Sua magnitude aparente é igual a 4.49. Considerando sua distância de 640 anos-luz em relação à Terra, sua magnitude absoluta é igual a −1.98. Pertence à classe espectral B2V.